# Wołk-Łaniewski
Wołk-Łaniewski lub Wołłk-Łaniewski – polski ród szlachecki herbu Wieże, mający swe korzenie na smoleńszczyźnie.
Wywodzi się od rotmistrza do zadań specjalnych Wołłk Maxima w służbie króla Władysława IV Wazy. Dowodził pułkiem Kozaków dońskich. Za udział w oblężeniu Smoleńska w 1610 roku otrzymał ziemie w dawnym województwie smoleńskim. Włas Łaniewski Wołłk-Maxim był dziedzicem Łaniewicz (obecnie Łanowicze) w byłym województwie grodzieńskim. Z czasem nazwisko zostało zmienione na Wołłk-Łaniewski, ponieważ w tamtych czasach nazwiska powstawały od nazw miejscowości, w tym przypadku: Łaniewicze, Łaniewszczyzna, Łaniewo. W XVII–XVIII wieku miejscowości te były w rękach Wołk-Łaniewskich. Wielu Wołk-Łaniewskich było oficerami czy starostami grodowymi. Wśród noszących to nazwisko są podkomorzy, podczaszy, wojski, oboźny, horodniczy.